# Rhachicallis
Rhachicallis  es un género monotípico de plantas con flores perteneciente a la familia de las rubiáceas. Incluye una sola especie: Rhachicallis americana (Jacq.) Hitchc. (1893). Es nativa del sudeste de México y del Caribe.

## Taxonomía
Rhachicallis americana fue descrita por (Jacq.) Hitchc. y publicado en Annual Report of the Missouri Botanical Garden 4: 92, en el año 1893.
Sinonimia
- Hedyotis americana Jacq.	basónimo
- Hedyotis rupestris Sw.
- Oldenlandia rupestris (Sw.) Lam.
- Pteridocalyx rupestris (Sw.) DC.
- Rachicallis americana (Jacq.) Hitchc.
- Rachicallis rupestris (Sw.) DC. [
- Rhachicallis maritima K.Schum.
- Rhachicallis rupestris (Sw.) DC.[4]